# Internationale Concessie van Shanghai
De Internationale Concessie van Shanghai (Engels: Shanghai International Settlement) was een gebied in de Chinese stad Shanghai dat bestuurd werd door de Shanghai Municipal Council, en zodoende de facto niet onder Chinese jurisdictie viel. De concessie ontstond in 1863 toen de Britse en Amerikaanse concessies in Shanghai werden samengevoegd tot de Internationale Concessie.
De Chinezen behielden officieel gedurende de gehele bestaansperiode van de Internationale Concessie de soevereiniteit over het gebied. In feite bepaalden de Britten, en vanaf de jaren 1930 de Japanners wat er gebeurde in het gebied.
Aan de concessie kwam tijdens de Tweede Wereldoorlog een abrupt einde toen Japanse troepen in 1941 het gebied bezetten. Een in 1943 gesloten verdrag met Kwomintang-China maakte uiteindelijk een officieel einde aan de extraterritoriale rechten van de Amerikanen en Britten die zij honderd jaar hadden genoten.
Tegenwoordig is de langdurige westerse overheersing van delen van Shanghai nog goed te zien aan de vele westerse gebouwen, met name aan de Bund.

## Geschiedenis

### De komst van Europeanen en Amerikanen
Na de voor China desastreus verlopen Eerste Opiumoorlog (1839-1842) kreeg Groot-Brittannië bij het Verdrag van Nanking het recht om in vijf Chinese havens handel te drijven. In 1843 openden de Britten een consulaat in Shanghai, een van de vijf bovengenoemde havensteden. Gedurende de periode dat het consulaat werd gebouwd, vestigde de Britse consul, kapitein Sir George Balfour, zich in het huis van een met de Britten samenwerkende handelaar uit Kanton. Het consulaat was binnen een jaar voltooid en bevond zich net ten zuiden van de Suzhou-rivier, ten noorden van de Chinese stad. Dit werd al snel het centrum van de Britse concessie. Niet lang na het Verdrag van Nanking sloten ook de Amerikanen in 1844 met China een verdrag waarin Amerikaanse burgers extraterritoriale rechten kregen. In 1848 kregen de Fransen hun eigen Franse Concessie tussen de Britse concessie in het noorden en de ommuurde Chinese stad in het zuiden.
Op 11 juli 1854 hielden verscheidene zakenmannen de eerste bijeenkomst van de gemeenteraad van Shanghai (Shanghai Municipal Council). Dit bestuursorgaan nam het bestuur op zich van alle drie concessies en zette zodoende de consuls, die protesteerden tegen dit nieuwe bestuursorgaan, enigszins buitenspel.
De Franse Concessie trad in 1862 uit het gezamenlijke bestuur en bleef vanaf dat moment geheel onafhankelijk. Een jaar later, in 1863, werden de Amerikaanse en Britse concessies samengevoegd tot de Internationale Concessie. De oude ommuurde stad bleef onder Chinees bestuur en zodoende was het bestuur van de stad verdeeld over drie verschillende autoriteiten. Dit leidde later tot vreemde administratieve situaties: men moest bijvoorbeeld drie rijbewijzen bezitten als men de gehele stad wilde doorkruisen.

### Britse dominantie
Rond 1870 was het bestuur van de onafhankelijke concessies overgedragen aan de Municipal Council, die het feitelijke bestuursorgaan van de Internationale Concessie was geworden. De Britse consul was de jure de hoogste gezaghebber in het gebied, maar hij had geen feitelijke macht tenzij de belastingbetalers (die de leden van de Municipal Council kozen) toestemden. De concessie werd geheel bestuurd door buitenlanders uit allerlei landen onder andere Amerikanen, Denen, Duitsers en Japanners. De Britten bezaten echter het grootste aantal zetels in de gemeenteraad en stonden aan het hoofd van alle diensten, op een na: het stedelijke orkest dat werd geleid door een Italiaan. Chinezen, die verreweg het grootste deel van de bevolking van de concessie vormden, werd niet toegestaan om in de gemeenteraad te worden gekozen tot 1928.
De Internationale Concessie beschikte over haar eigen brandweer, politiekorps (Shanghai Municipal Police) en zelfs haar eigen militairen die dienden in het Vrijwilligerskorps van Shanghai (Shanghai Volunteer Corps). Ten gevolge van ongeregeldheden in de Britse Concessie van Hankou werd de verdediging van de concessie uitgebreid met een permanent bataljon van het Britse leger (The Shanghai Defence Force) en een contingent Amerikaanse mariniers. Later zouden nog meer buitenlandse militairen naar de concessie komen, zoals Italiaanse mariniers en Japanse soldaten.
Hoewel de Britten nagenoeg alle macht in de Internationale Concessie hadden, was zij zeker geen Britse kolonie zoals Hongkong en Weihai. Het gebied behoorde officieel tot China, hoewel buitenlanders uit de landen waarmee China verdragen had gesloten wel officieel extraterritoriale rechten hadden. In de loop van de 19e eeuw sloten steeds meer landen zulke verdragen met China. Op de vlag van de Internationale Concessie zijn de afzonderlijke vlaggen van landen waarvan de burgers extraterritoriale rechten hadden in Shanghai te zien, met onder andere de Nederlandse vlag.

### De opkomst van Japan
Vanaf 1854 sloten de westerse mogendheden verdragen met de Japanners die vergelijkbaar zijn met de verdragen die met China werden gesloten wat ertoe leidde dat Japan zijn grenzen moest openstellen. In tegenstelling tot China ontwikkelde Japan zich echter tot een industriële mogendheid met een westers aandoend leger. In 1900 vocht Japan zelfs mee in de Achtlandenalliantie die de Bokseropstand rond Peking onderdrukte. De ongelijke verdragen met de westerse mogendheden werden ingetrokken en Japan sloot zelfs zelf soortgelijke verdragen met China. In 1915 woonden er voor het eerst meer Japanners dan Britten in Shanghai. In de Eerste Wereldoorlog sloot Japan zich aan bij de geallieerden en het veroverde alle Duitse gebieden in China. In het begin van de jaren 30 waren de Japanners de belangrijkste buitenlandse groep in Shanghai geworden en 80% van de buitenlanders met extraterritoriale rechten in China was Japans. De wijk Hongkou, in het noordoosten van de Internationale Concessie, stond bekend als Klein Tokio.
Tijdens het Shanghai-incident in 1932 werd de stad kortstondig bezet door Japanse troepen "ter bescherming van Japanse kolonisten tegen Chinese agressie". Vanaf deze confrontatie tot het officiële begin van de Tweede Chinees-Japanse Oorlog in 1937 had de gemeenteraad van de concessie in feite niets meer te zeggen over de wijk Hongkou.
In 1932 woonden er meer dan een miljoen Chinezen in de Internationale Concessie, en na het uitbreken van de Tweede Chinees-Japanse Oorlog vluchtten nog eens 400.000 Chinezen naar het gebied. In de vijf jaar na 1937 werden de Internationale en de Franse Concessie omringd door Japanse militairen.

### Het einde van de Internationale Concessie
Op 8 december 1941, een dag na de Japanse aanval op Pearl Harbor, veroverde het Japanse Keizerlijke Leger de concessies. De Fransen en de Amerikanen gaven zich over zonder een schot te lossen, maar de Britse kanonneerboot HMS Peterel weigerde zich over te geven en werd vernietigd. Geallieerde consuls en hoge ambtenaren werden van hun posten verwijderd, maar het merendeel van het - overwegend Europese personeel - behield zijn baan tot februari 1943 toen zij werden geïnterneerd. Dat het personeel bleef werken in de tijd van de Japanse bezetting riep na de oorlog vragen op of sprake was van collaboratie of enkel van een voortzetting van het werk. De Europeanen werden echter gedwongen om onderscheidende armbanden te dragen, ze werden verdreven uit hun huizen en ze liepen - net als Chinese burgers - het risico om gemarteld of zelfs gedood te worden.
Ondanks het schrikbewind van de Japanners in Shanghai was de stad lange tijd de enige plaats in de wereld waar Joden die gevlucht waren voor de nazi's zonder voorwaarden werden toegelaten. Deze Joodse vluchtelingen woonden voornamelijk in beroerde omstandigheden in het zogenaamde Getto van Shanghai. Na de stichting van de staat Israël verlieten bijna alle Joden het getto.
In februari 1943 werd de Internationale Concessie de jure teruggeven aan de Chinese Republiek als onderdeel van de Chinees-Britse en Chinees-Amerikaanse vriendschapsverdragen die gesloten werden met Chiang Kai-shek. Deze bepaling leidde echter niet direct tot resultaten aangezien de Japanners het gebied nog altijd bezetten. Als antwoord op de geallieerde vriendschapsverdragen droeg de Japanse overheid in juli 1943 de Internationale Concessie over aan de pro-Japanse Wang Tsjing-Wei-regering.
Na de oorlog en de bevrijding van Shanghai in 1945 verlieten de meeste westerlingen de stad. Een faillissementscommissie kwam bijeen om de details van de overdracht van de concessie aan China te regelen.

## Trivia
- In het Kuifje-album De Blauwe Lotus uit 1936 spelen de Internationale Concessie en het Shanghai-incident in 1932 een belangrijke rol.
- Aan de Bund, in de Internationale Concessie, bevond zich de Shanghai Club, de meest prestigieuze herenclub van de stad. De club was vooral bekend vanwege de Long Bar, destijds met een lengte van 34 meter de langste bar ter wereld. Noël Coward zei dat hij, met zijn wang erop, de kromming van de aarde kon zien.[2]